# Municipio de Center (condado de Grant)
El municipio de Center (en inglés: Center Township) es un municipio ubicado en el condado de Grant en el estado estadounidense de Indiana. En el año 2010 tenía una población de 23406 habitantes y una densidad poblacional de 360,76 personas por km².

## Geografía
El municipio de Center se encuentra ubicado en las coordenadas 40°32′1″N 85°36′56″O / 40.53361, -85.61556. Según la Oficina del Censo de los Estados Unidos, el municipio tiene una superficie total de 64.88 km², de la cual 64.58 km² corresponden a tierra firme y (0.47%) 0.3 km² es agua.

## Demografía
Según el censo de 2010, había 23406 personas residiendo en el municipio de Center. La densidad de población era de 360,76 hab./km². De los 23406 habitantes, el municipio de Center estaba compuesto por el 77.8% blancos, el 15.34% eran afroamericanos, el 0.29% eran amerindios, el 0.45% eran asiáticos, el 0.03% eran isleños del Pacífico, el 2.35% eran de otras razas y el 3.74% pertenecían a dos o más razas. Del total de la población el 5.27% eran hispanos o latinos de cualquier raza.